# Roseto botanico Carla Fineschi
Il Roseto botanico Carla Fineschi o Roseto di Cavriglia aperto solo nei mesi di maggio e giugno  è un giardino botanico, situato in località Casalone a Cavriglia, in provincia di Arezzo.

## Storia
Il Roseto di Cavriglia è il risultato di più di trenta anni di lavoro del Prof. Gianfranco Fineschi e porta il nome di Carla Fineschi in memoria della compagna che ha collaborato alla crescita e allo sviluppo del giardino, grazie alla sua elevata capacità organizzativa e alla sua profonda dedizione. Il Roseto, che già svolge un'intensa attività culturale e scientifica mantenendo rapporti con università e istituzioni di tutto il mondo, tende sempre di più ad assumere una connotazione di laboratorio botanico vivente aperto a tutti gli enti di ricerca che desiderano utilizzarlo.

## Descrizione
Nel roseto vi è presente una delle più grandi collezioni di specie di rose utilizzate a fini di studio e ricerca ed è uno dei pochi giardini privati, di tale dimensione, che esistono al mondo.
L'impostazione del roseto è rigorosamente dettata dalla tradizionale struttura botanica, pertanto le rose sono state piantate in spazi separati e suddivise in sezioni, specie e sottospecie e ibridi. Ogni pianta è contraddistinta da un cartellino contenente le informazioni identificative di base (il nome botanico, l'anno di introduzione in Europa, la possibilità o meno di produrre ibridi).
Il roseto attualmente contiene 7.000 varietà di piante uniche, alcune delle quali si pensavano estinte, ed è possibile affermare che grazie a tale quantità di piante, in esso è rappresentata la storia della rosa con tutti i suoi riferimenti culturali e scientifici.